# География на Габон
Габон е държава в Централна Африка, край брега на Атлантическия океан, разположена в зоната на екваториалните и субекваториалните гори. На северозапад Габон граничи с Екваториална Гвинея (дължина на границата – 330 km), на север – с Камерун (298 km), а на изток и югоизток – с Република Конго (1720 km). Общата дължина на сухоземните граници (в т.ч. речни и езерни) е 2348 km. На запад и югозапад се мие от водите на Атлантическия океан с дължина на бреговата ивица 885 km. Бреговете на страната на юг от нос Лопес (югоизточната точка на Гвинейския залив) са плоски, праволинейни, с плитки лагуни и лишени от естествени пристанища. На север са по-разчленени и с удобни заливи, представляващи естуарите на големи реки (залива Габон и др.). Дължината на страната от север на юг е около 700 km, а ширината от запад на изток – около 630 km. В тези си граници габон заема площ от 267 667 km². Населението към 1.1.2018 г. възлиза на 2 120 000 души. Столица е град Либревил.
Територията на Габон се простира между 2°19′ с.ш. и 3°58′ ю.ш. и между 8°42′ и 14°32′ и.д. Крайните точки на страната са следните:
- крайна северна точка – 2°19′08″ с. ш. 11°42′03″ и. д. / 2.318889° с. ш. 11.700833° и. д., на левия бряг на река Ком, десен приток на Нтем, на границата с Камерун.
- крайна южна точка – 3°57′37″ ю. ш. 11°09′11″ и. д. / 3.960278° ю. ш. 11.153056° и. д., на брега на Атлантическия океан, на границата с Република Конго.
- крайна западна точка – 0°39′09″ ю. ш. 8°41′55″ и. д. / 0.6525° ю. ш. 8.698611° и. д., нос Лопес, на брега на Атлантическия океан, на 9 km северозападно от град Порт Жантил.
- крайна източна точка – 0°37′03″ ю. ш. 14°31′37″ и. д. / 0.6175° ю. ш. 14.526944° и. д., на границата с Република Конго.

## Релеф, геоложки строеж, полезни изкопаеми
Вътрешните части на Габон се заемат от масивите и платата на Южногвинейските възвишения. Най-високите части на страната се намират в планината Шайю (връх Ибунджи, 1580 m), разположена в централната ѝ част и изградена от дълбоко метаморфозирани скали и гранити от ранния докамбрий. На северозапад от тях се издигат Кристалните планини (връх Дана, 1000 m), изградени от докамбрийски кристалинни скали. На запад по крайбрежието на Атлантическия океан се простира ниска равнина с ширина до 200 km, представляваща област подложена на интензивно потъване още от кредния период, поради което в нея се е натрупал многокилометров слой от седименти, отначало лагунно-континентални, а след това соленоносни и морски. Присъствието на соли в най-ниските нива на седиментите е обусловило проявлението на солена тектоника, с която са свързани големите нефтени и газови находища на страната. На югозапад от планината Шайю се простират няколко вериги от ниски планини и хълмове, представляващи северните краища на късно протерозойската нагъната система на Западните Конголиди. На изток от планината Шайю е разположена Франвилската падина, запълнена с едноименната средно протерозойска седиментно-теригенна серия, в която се намират едни от най-големите в света находища на манганова руда. Общите запаси се изчисляват на около 200 млн. т., в това число достоверни – около 50 млн.т., със съдържание на манганов двуокис над 50%. В същия район са и значителните запаси от уранова руда в Мунана. Има също находища на желязна руда на североизток в Белинга и на югозапад в Чибанга.

## Климат
Климатът на Габан е горещ и влажен, преходен от екваториален на север към субекваториален на запад и юг, който се арактеризира се с кратък сух сезон (от юни – юли до август – септември). Средните месечни температури са от 22 до 24°С през юли и от 25 до 27°С през април. Годишната сума на валежите е от 1500 до 2000 mm, а по северната брегова ивица до 2500 – 3000 mm.

## Води
Речната система на Габон е много гъста и многоводна. Главната река на страната е Огоуе (1200* km) с големите си притоци Нгуние (680* km, ляв) и Ивиндо (500* km, десен). На юг протича река Нянга (600* km), а на север, по границата с Камерун – река Нтем (460* km). Всичките реки на Габон са пълноводни целогодишно. Горните им течения са изпъстрени с бързеи прагове, а в долните са удобни за корабоплаване на плитко газещи речни съдове. Потенциалните възможности за производство на електроенергия се оценяват на 48 млрд. квт.ч. годишно. Най-големите езера са разположени по крайбрежието: Онанге (168 km²), Азинго (106 km²), Ананге (88 km²).

## Почви, растителност
Около 80% от територията на Габон е заета от гъсти, влажни, вечнозелени и листопадно-вечнозелени гори, развити върху червено-жълти латеритни (фералитни) почви. В горите виреят множество видове дървета даващи ценна дървесина – окуме, озиго, лимба, червено, жълто, ебеново, сандалово и др. На юг и югоизток горите частично са изсечени и са заменени с вторична високотревиста савана. По крайбрежието виреят мангровигори.

## Животински свят
Животинският свят на страната принадлежи към Западноафриканската подобласт на Етиопската зоогеографска област. Тук обитават слонове, брадавичести свине, биволи, различни видове горски антилопи; от хищниците – леопарди, хиени и др. Особено многочислени са маймуните, в т.ч. човекообразните горила и шимпанзе. В реките живеят хипопотами, крокодили, а в залива Габон, бреговите лагуни и в река Огоуе се срещат ламантини. В голямо количество са птиците, змиите (сред тях много са отровни), насекомите, в т.ч мухите цеце, Simulium и др. Най-големия национален парк в Габон е „Минкебе“, разположен е в североизточната част на страната, с площ от 7570 km².